# 습족
습족(霫族) 또는 백습(白霫)은 고대 중국 남북조시대, 만주 서부 시라무렌 강 츠펑에서 살았던 유목민족으로, 수렵과 유목이 주 생활이었다. 나중에는 해족에게 귀속되었다.

## 위치
남쪽으로는 해족과 거란, 서쪽으로는 돌궐, 동쪽으로는 말갈, 북쪽으로는 오라혼과 접해 있었다.

## 생활과 풍속
수렵을 했던 유목민족으로서, 많은 사람들이 수렵을 잘했고, 붉은 가죽으로 의복의 가장자리에 선을 넣는 것을 좋아했다. 부인들은 구리 팔가락지를 귀하게 여겨서 옷의 깃아래위로 작은 동종방울들을 매달았는데, 풍속은 대략 거란과 같았다.

## 같이 보기
- 해족
- 거란